# یواس‌اس واهو (اس‌اس-۲۳۸)
یواس‌اس واهو (اس‌اس-۲۳۸) (به انگلیسی: USS Wahoo (SS-238)) یک زیردریایی بود. این زیردریایی در سال ۱۹۴۲ ساخته شد.